# شهرستان زالگوشچنسکی
شهرستان زالگوشچنسکی (به لاتین: Zalegoshchensky District) یک شهرستان در روسیه است که در استان اریول واقع شده‌است.